# Krivo skretanje
Krivo skretanje (eng. Wrong Turn) je američki horror film iz 2003. g., koji je režirao Rob Schmidt, a scenarij napisao Alan B. McElroy. U filmu glavne uloge tumače Desmond Harrington, Eliza Dushku i Kevin Zegers. Nastavak filma je najavljen u travnju 2006. Nastavak će se zvati Krivo skretanje 2 (eng. Wrong Turn 2) i trebao bi stići u kina u ljeto 2007. godine.

## Radnja
Chris Flynn (Harrington) putuje na intervju za posao kroz planine Zapadne Virginije. Na njegovoj ruti kojom putuje događa se izlijevanje kemikalija koje zaustavlja promet, zbog čega on odlučuje da krene drugim putem, onim napuštenim, prašnjavim koji vodi kroz srce šume. No, nedugo nakon što uđe dublje u šumu, događa mu se prometna nesreća. tj. on se sudara s pokvarenim autom, ostavljenim na sred ceste. 
Nedugo potom, susreće skupinu prijatelja koji su krenuli na kampiranje, skupinu koja uključuje i Jessie (Dushku), čiji auto je pokvaren ostavljen na sred ceste. Skupina, uključujući i Chrisa Flynna, odlučuje kako će dvoje ljudi ostati u autu, dok će ostatak grupe potražiti pomoć. No, skupina koja odlazi u potragu za pomoći, pronalazi samo staru izoliranu kolibu u Zapadnoj Terre Haute šumi. Unutar kolibe, skupina otkriva mnoge ekstremno zastrašujuće stvari, stvari poput dijelova tijela u hladnjaku, te ljudskih kosti, zuba i iznutrica u kupaoni. Kabina je naime dom skupini kanibalističkih planinskih ljudi, koji su teško tjelesno deformirani, a što je rezultat incesta koji se odvija generacijama. Žrtve ovih stvorova bivaju pojedene, nakon što su ubijene. A jedne od takvih žrtava postaju Francine i ostali.
Skupina nesretnih i zalutalih ljudi ubrzo nakon ulaska i uočavanja pojedinih stvari u kolibi shvaća kako stanari ove kolibe neće biti prijateljski raspoloženi. Nedugo nakon toga usljeđuje suočavanje deformiranih stvorova i skupine mladih ljudi, suočavanje koje rezultira sumanutim bjegom preostalih članova u šumu. Mlada skupina nakon toga provodi nekoliko dana bježeći pred poremećenim planinskim ljudima, koji u tom vremenu uspjevaju ubiti dvoje članova te skupine. Preostala dva člana skupine, Chris i Jessie, uspjevaju uništiti kolibu i ubiti planinske kanibale, te uspjevaju živi izaći iz šume. Unatoč tome, barem jedan kanibal uspjeva preživjeti, što se prikazuje na kraju filma.

## Glavne uloge
- Eliza Dushku kao Jessie Burlingame
- Desmond Harrington kao Chris Flynn
- Emmanuelle Chriqui kao Carly
- Jeremy Sisto kao Scott
- Lindy Booth kao Francine
- Kevin Zegers kao Evan
- Julian Richings kao Three Finger
- Garry Robins kao Saw-Tooth
- Ted Clark kao One-Eye

## Sporedne uloge
- Yvonne Gaudry kao Halley
- Joel Harris kao Rich
- David Huband kao vojnik
- Wayne Robson kao starac
- James Downing kao kamiondžija

## Glazba iz filma
1. Dream Syndicate - "Halloween"
2. Queens of the Stone Age - "You Can't Quit Me Baby"
3. Queens of the Stone Age - "If Only"
4. Simple - "Birthday"
5. Breaking Benjamin - "Wish I May"

CD je izdala kuća Lakeshore, i to 02.lipnja 2003.

## Nagrade i drugi uspjesi
Na Sitgesu, Katalonskom međunarodnom filmskom festivalu film je doživio svoju jedinu nominaciju i to u kategoriji najboljeg filma.

## Propusti
- Cvijet na ogrlici Jeremy Sistoa nestaje i ponovno se pojavljuje između kadrova.
- Kada se Carly na cesti sakrije od Scotta njen ovratnik je u jednom kadru podignut, pa je u sljedećem spušten i tako u krug nekoliko puta.
- Kada Scotta pogodi strijela, mi ga vidimo da pada. No, ako pogledate vrlo pažljivo njegovu nogu u trenutku kada padne na zemlju, vidjet ćete sasvim bistro plastičnu tubu iz koje se pumpa lažna krv na njegovu "ranu".
- U sceni penjanja po stijenama, na početku filma, plavuša dobije kapi krvi po svom licu. Propust u ovom slučaju se načazi u činjenici da kapi krvi mjenjaju položaj na njenom licu.
- Kanibal ispucava samo jednu strijelu kroz prednje staklo na policijskom autu, no dvije strijele se pojavljuju zabijene na prednjem sjedalu auta.
- Mustang na sebi ima i prednje i zadnje pensilvanijske registarske pločice. A stvar je u tome da u Pennsylvaniji na autima nisu potrebne, što znači da se niti ne koriste prednje pločice, jer su samo one zadnje obvezne.

## Vanjske poveznice
- Krivo skretanje u internetskoj bazi filmova IMDb-a